# SV Bad Aussee
Maillots
Le SV Bad Aussee est un club de football autrichien basé à Bad Aussee. Fondé en 1932, il a été dissous le 15 mai 2011 pour fonder le FC Ausseerland avec le club voisin, le FC Altaussee.

## Historique
- 1932 : Fondation du SV Bad Aussee
- 2000 : Promotion en quatrième division
- 2005 : Promotion en troisième division
- 2007 : Promotion en deuxième division
- 2008 : Dernier de deuxième division, le club est relégué
- 2010 : Relégation en quatrième division
- 2011 : Disparition du club